# Zooey Deschanel
Zooey Claire Deschanel (Los Angeles, Califórnia, 17 de janeiro de 1980) é uma atriz, musicista e compositora norte-americana, indicada três vezes ao Globo de Ouro e uma vez ao Emmy. Deschanel fez sua estreia no cinema em 1999, no filme Mumford, e logo se tornou conhecida por seus papéis em filmes como Almost Famous, Elf e The Hitchhiker's Guide to the Galaxy. É irmã da também atriz Emily Deschanel.
Desde então ela, estrelou os filmes Yes Man e (500) Days of Summer. Toca teclado, percussão, banjo e ukelele. Ela já cantou em vários de seus filmes, e seu primeiro álbum Volume One (gravado com M. Ward sob o nome She & Him) foi lançado em 18 de março de 2008. Atualmente, Zooey é a protagonista da série New Girl, onde interpreta Jessica Day.

## Biografia
Zooey nasceu em Los Angeles, Califórnia, filha do cineasta e diretor Caleb Deschanel e Mary Jo Deschanel. É descendente de holandeses, irlandeses e franceses. O nome "Zooey" (IPA: ['zo.i]) foi inspirado pelo personagem de mesmo nome, "Zooey Glass", do livro Franny and Zooey, de J. D. Salinger. Sua irmã mais velha, Emily Deschanel também é atriz e é a estrela principal da série de televisão Bones. Sua irmã revelou em uma entrevista à imprensa francesa, que elas quando crianças, passaram muitos verões em Lyon, na França.
Deschanel vive em Los Angeles, mas passou grande parte de sua infância viajando por conta do trabalho do seu pai, ela disse mais tarde que "odiava todas as viagens [...] Estou muito feliz agora por ter tido essa experiência, mas ficava tão triste por ter que deixar meus amigos, em Los Angeles e ir para lugares onde não tinha nenhuma comida de que eu gostasse ou coisas às quais eu estava acostumada"
Ela frequentou a Crossroads School, uma escola particular em Santa Mônica, Califórnia, onde fez amizade com as futuras estrelas Jake Gyllenhaal e Kate Hudson. Ela também esteve no French Woods Festival of the Performing Arts durante o acampamento de verão e cantou durante todo o ensino médio, pois pretendia seguir uma carreira no teatro musical. Durante sete meses ela cursou a Northwestern University, depois de sua saída ela foi trabalhar como atriz. Amiga de infância do ator Jason Schwartzman, ela o namorou por muitos anos antes de romperem em 2005. Também namorou o ator britânico Martin Freeman, o dramaturgo Jeff Smeenge e Hunter Burgan, (baixista do AFI).
Deschanel ficou noiva de Ben Gibbard, da banda Death Cab for Cutie em 28 de dezembro de 2008. Casaram-se em setembro de 2009. A 1 de Novembro de 2011, anunciaram a sua separação e o divórcio ficou concluído no ano seguinte.
Após o divórcio, Zooey começou a namorar o roteirista Jamie Linden em junho de 2012. Dois anos depois, ao ser flagrada flertando com o produtor do filme Rock The Kasba, Jacob Pechenik - o qual estava estrelando - a atriz e o roteirista terminaram. A atriz se casou com Pechenik em 2015 e juntos tiveram dois filhos (Elsie e Charlie). No começo de 2019, o casal anunciou sua separação e concluíram o divórcio no final do mesmo ano. Em agosto de 2019, a atriz começou namorar com Jonathan Scott, um dos gêmeos do programa Irmãos a Obra, os dois se conheceram após participarem juntos de um episódio de Carpool Karaoke. Quatro anos depois, em agosto de 2023 o casal anunciou o seu noivado. 
A atriz é alérgica a ovos, leite, trigo e glúten e, come comida vegana o que foi apresentado no oitavo episódio da primeira temporada da série Top Chef Masters, onde os chefes Art Smith, Anita Lo, Hubert Keller, Michael Chiarello e Rick Bayless tiveram que preparar um almoço vegano para sua família e amigos levando em conta tais restrições alimentares. Zooey foi eleita, em 2012, a mulher mais desejável do mundo através de uma pesquisa feita na internet pelo site britânico AskMen.

### Carreira

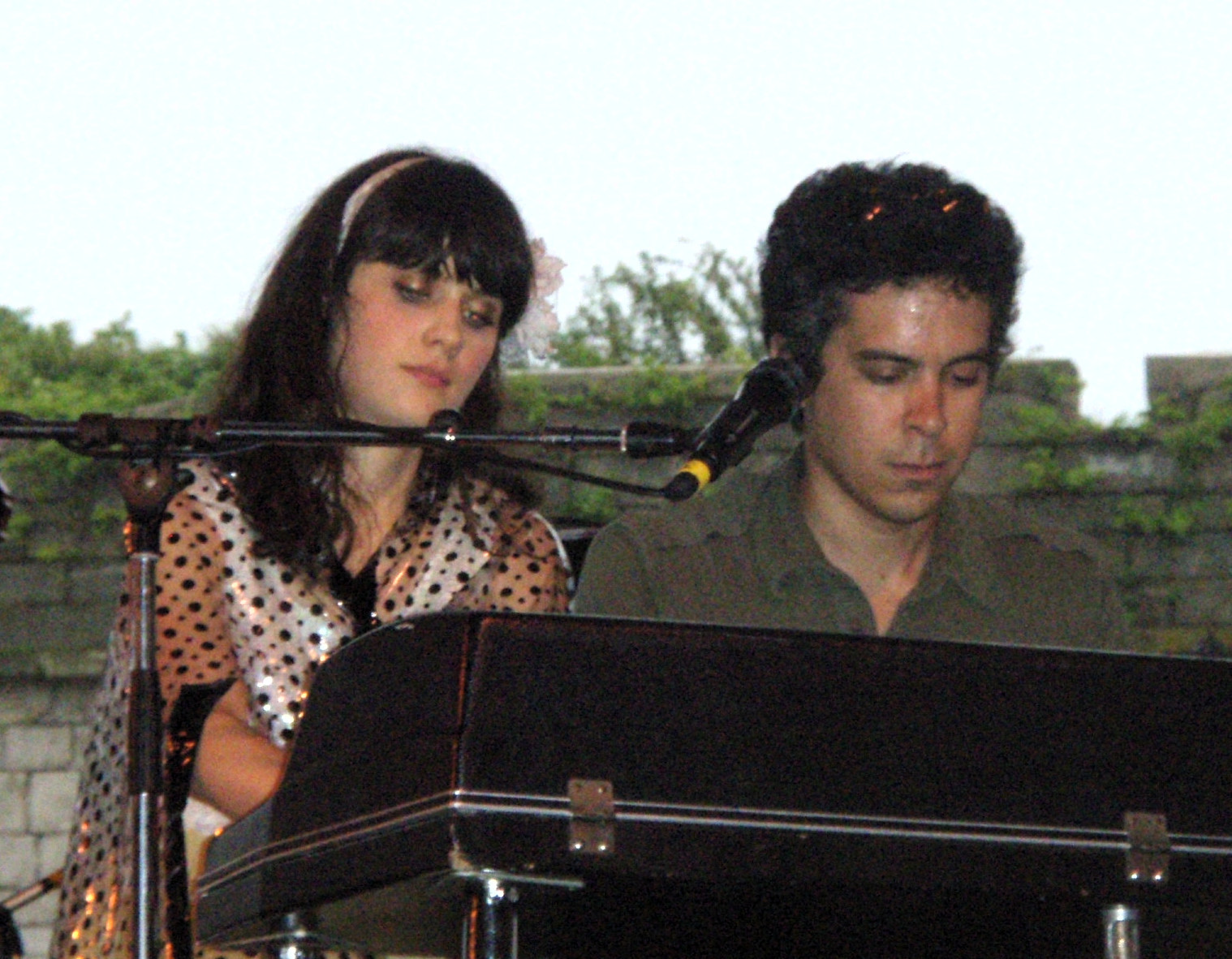
Deschanel e M. Ward / She & Him no Newport Folk Festival (agosto de 2008)

Ela fez seu primeiro filme, a comédia Mumford de Lawrence Kasdan. Deschanel então apareceu como a irmã mais velha rebelde de Patrick Fugit na semi-autobiografia de Cameron Crowe, Almost Famous. Seu papel seguinte foi ao lado de Joseph Gordon-Levitt, no filme Manic, um pequeno filme independente, em que Zooey Deschanel interpreta um paciente mental. Depois ela atuou em Big Trouble, de Tim Allen. Depois ela coestrelou o filme Abandon com Katie Holmes interpretando sua melhor amiga. Então representou a insatisfeita balconista de Drogaria no The Good Girl de Jennifer Aniston.
Seu papel seguinte foi em All The Real Girls, como uma curiosa sexual virgem de 18 anos, com quem tinha um romance com um homem desorientado de 22 anos (Paul Schneider). Pelo papel, Zooey Deschanel foi eleita melhor atriz no Festival de Cinema de Mar del Plata, e também indicada para o Independent Spirit Award em 2004.
Zooey Deschanel interpretou um elfo de armazém com Will Ferrell na comédia Elf e o papel principal no filme Eulogy. Depois desse ano, Deschanel trabalhou novamente com Ferrell, no escuro drama Winter Passing, estrelado por Ed Harris que também conta com sua mãe no elenco. Ela também encarnou a personagem Trillian na adaptação do livro de ficção-científica de humor O Guia do Mochileiro das Galáxias (da série de ficção científica The Hitchhiker's Guide to the Galaxy) de Douglas Adams em 2005.
Recentemente, apareceu no Failure to Launch como a neurótica amiga de quarto de Sarah Jessica Parker. Ela também apareceu como a senhorita Edmunds em Bridge to Terabithia em 2007. Zooey Deschanel também dublou a pinguim Lani Aliikai no recente Surf's Up. Mais recentemente, ela entrou no filme de M. Night Shyamalan, The Happening, estrelado por Mark Wahlberg. Em 2009, Zooey interpretou Allison no filme Yes Man atuando ao lado de Jim Carrey e Bradley Cooper. Também em 2009, Zooey fez o papel de Summer no filme de grande sucesso 500 Days of Summer atuando novamente ao lado de Joseph Gordon-Levitt. Gospel According to Janis, um filme biográfico, estrelado por Zooey, como Janis Joplin, havia sido programado para estrear no início de 2007, mas foi adiado indefinidamente.
Zooey Deschanel apareceu como atriz de televisão nos programas Veronica's Closet e Frasier, e em vários videoclipes de músicas, incluindo a canção da banda The Offspring, "She's Got Issues". Ela também apareceu num comercial de TV para a Gap modas Down on Khaki Street" em 2002. Ela esteve mais recentemente na série de TV norte-americana Weeds, como a ex-namorada de Andy Botwins, Kat. Interpretou DG, Dorothy Gale, a líder na nova minissérie do Sci-Fi Channel, Tin Man, uma espécie de adaptação de The Wonderful Wizard of Oz de 1939. Atualmente é a protagonita do seriado New Girl interpretando Jessica Day. Por esta série ela recebeu duas indicações ao Globo de Ouro e uma indicação ao Emmy em 2012 e 2013.

### Música
Zooey Deschanel apareceu como companheira da atriz Samantha Shelton na cena do cabaré, do filme If All the Stars Were Pretty Babies, assim como cantou e tocou em diversos outros filmes, como Bridge to Terabithia, Elf, Once Upon a Mattress, The New Guy, Winter Passing e Yes Man. Zooey já se apresentou ao vivo com diversos músicos, incluindo M. Ward e The Citizens Band. Sua composição para piano, "Bittersuite", foi utilizada como tema de Winter Passing, no qual ela estrelou. Gravou uma versão da música "Hello Dolly" do musical de mesmo nome. Zooey recentemente apareceu em uma entrevista numa rádio de Seattle juntamente com M. Ward para promover seu próximo álbum, o qual é uma mistura de country e rock and roll.
Durante a entrevista no talkshow da rádio, Zooey Deschanel e Ward apresentaram quatro canções "You Really Got A Hold Of Me, "Change is Hard", "Magic Trick", e "Send it to Me". Em março de 2007, Jason Schwartzman's da Coconut Records gravou um álbum chamado "Nighttiming", o qual teve a participação de Zooey em duas canções: "Slowly" e "Ask Her To Dance".
Além de gravações em trilhas sonora e participações em álbuns de outros artistas Zooey forma, desde 2006, a banda She & Him junto com M. Ward.

## Filmografia

### Cinema
| Ano  | Título                                                           | Papel                       | Notas                                                |
| ---- | ---------------------------------------------------------------- | --------------------------- | ---------------------------------------------------- |
| 1999 | Mumford                                                          | Nessa Watkins               |                                                      |
| 2000 | Almost Famous                                                    | Anita Miller                |                                                      |
| 2001 | Manic                                                            | Tracy                       |                                                      |
| 2002 | The Good Girl                                                    | Cheryl                      |                                                      |
| 2002 | Abandon                                                          | Samantha Harper             |                                                      |
| 2002 | Big Trouble                                                      | Jenny Herk                  |                                                      |
| 2002 | The New Guy                                                      | Nora                        |                                                      |
| 2002 | Sweet Friggin' Daisies                                           | Zelda                       |                                                      |
| 2003 | Whatever We Do                                                   | Nikki                       |                                                      |
| 2003 | All the Real Girls                                               | Noel                        | Indicada - Independent Spirit Award de melhor actriz |
| 2003 | It's Better to Be Wanted for Murder Than Not to Be Wanted at All | Garota do posto de gasolina |                                                      |
| 2003 | House Hunting                                                    | Christy                     |                                                      |
| 2003 | Elf                                                              | Jovie                       |                                                      |
| 2004 | Eulogy                                                           | Kate Collins                |                                                      |
| 2005 | The Hitchhiker's Guide to the Galaxy                             | Trillian                    |                                                      |
| 2005 | Winter Passing                                                   | Reese Holden                |                                                      |
| 2005 | Once Upon a Mattress                                             | Lady Larken                 | Para a TV                                            |
| 2006 | Failure to Launch                                                | Kit                         |                                                      |
| 2006 | Live Free or Die                                                 | Cheryl                      |                                                      |
| 2007 | The Good Life                                                    | Frances                     |                                                      |
| 2007 | The Go-Getter                                                    | Kate                        |                                                      |
| 2007 | Bridge to Terabithia                                             | Sr. Edmunds                 |                                                      |
| 2007 | Flakes                                                           | Miss Pussy Katz             |                                                      |
| 2007 | Raving                                                           | Katie                       |                                                      |
| 2007 | Surf's Up                                                        | Lani Aliikai                | Video game                                           |
| 2007 | Surf's Up                                                        | Lani Aliikai (voz)          |                                                      |
| 2007 | The Assassination of Jesse James by the Coward Robert Ford       | Dorothy Evans               |                                                      |
| 2008 | The Happening                                                    | Alma Moore                  |                                                      |
| 2008 | Gigantic                                                         | Harriet 'Happy' Lolly       |                                                      |
| 2008 | The Secret Attic                                                 | Antonia, Suzana (voz)       |                                                      |
| 2009 | Yes Man                                                          | Allison                     |                                                      |
| 2009 | (500) Days of Summer                                             | Summer Finn                 |                                                      |
| 2010 | Your Highness                                                    | Belladonna                  |                                                      |
| 2011 | Our Idiot Brother                                                | Natalie                     |                                                      |
| 2016 | Trolls                                                           | Bridget (voz)               | DreamWorks Animation                                 |
| 2023 | Harold and the Purple Crayon                                     |                             |                                                      |

### Televisão
| Ano       | Título             | Papel                  | Notas                       |
| --------- | ------------------ | ---------------------- | --------------------------- |
| 1998      | Veronica's Closet  | Elena                  | 1 episódio                  |
| 2002      | Frasier            | Jen                    | 1 episódio                  |
| 2004      | Cracking Up        | Heidi                  | 1 episódio                  |
| 2005      | American Dad!      | Candy Striper Stripper | Voz, 1 episódio             |
| 2006      | Weeds              | Kat                    | 4 episódios                 |
| 2007      | Tin Man            | DG                     | 3 episódios                 |
| 2007      | Drunk History      | Mary Todd Lincoln      | Episódio desconhecido       |
| 2008-2013 | The Simpsons       | Mary Spuckler          | Voz, 3 episódios            |
| 2009      | Bones              | Margaret Whitesell     | 1 episódio                  |
| 2011-2018 | New Girl           | Jessica Day            | Protagonista                |
| 2017      | Brooklyn Nine-Nine | Jessica Day            | 1 episódio (Turno da Noite) |
| 2017      | Trolls Holiday     | Bridget                | Voz                         |

## Principais prêmios e indicações
Globo de Ouro 
| Ano  | Categoria                                   | Título   | Resultado |
| ---- | ------------------------------------------- | -------- | --------- |
| 2012 | Melhor atriz em série de comédia ou musical | New Girl | Indicado  |
| 2013 | Melhor atriz em série de comédia ou musical | New Girl | Indicado  |
| 2014 | Melhor atriz em série de comédia ou musical | New Girl | Indicado  |

Emmy Awards
| Ano  | Categoria                        | Título   | Resultado |
| ---- | -------------------------------- | -------- | --------- |
| 2012 | Melhor atriz em série de comédia | New Girl | Indicado  |

Independent Spirit Awards
| Ano  | Categoria    | Título             | Resultado |
| ---- | ------------ | ------------------ | --------- |
| 2004 | Melhor atriz | All the Real Girls | Indicado  |